# Didelta carnosa
Didelta carnosa là một loài thực vật có hoa trong họ Cúc. Loài này được (L.f.) Aiton mô tả khoa học đầu tiên năm 1789.